# Parque Nacional Finke Gorge
O Parque Nacional Finke Gorge é uma área protegida no Território do Norte, na Austrália. O parque está localizado a cerca de 1.318 quilômetros ao sul da capital territorial, Darwin. O parque nacional cobre uma área de 458 km2 e inclui o impressionante oásis no deserto do Vale Palm, lar de uma ampla variedade de espécies de plantas, muitas das quais são raras e exclusivas da área. Existem boas oportunidades para caminhadas e acampamentos no parque nacional.

## Patrimônio
O parque nacional é conhecido por suas palmeiras antigas e locais culturais aborígines. A palmeira de repolho da Austrália Central é encontrada apenas no Vale Palm e prolificamente lá. Existem cerca de 3000 palmeiras adultas e milhares de pequenas mudas espalhadas pelo parque, que podem ser facilmente pisoteadas pelos visitantes. Assim, os visitantes são obrigados a caminhar pelos caminhos marcados para evitar o dano às mudas. O rio Finke é considerado uma das bacias hidrográficas mais antigas do mundo, com áreas que remontam a 350 milhões de anos.

O parque nacional e as áreas próximas têm significado cultural para o povo aborígene Arrernte Ocidental e também há evidências de assentamentos europeus antecipados.